# Усть-Ілімське водосховище
Усть-Ілімське водосховище (рос. Усть-Илимское водохранилище) — водосховище ГЕС, утворене греблею Усть-Ілімської ГЕС на річці Ангара. Заповнення водойми відбувалося у 1974—1977 роках Водосховище поширюється по річці аж до греблі Братської ГЕС і має незначну, півтораметрову зміну рівня води протягом року.

## Основні відомості
Площа водосховища — 1873 км ², об'єм — 59.4 км ³, довжина по р.. Ангара понад 300 км, по р.. Ілім — 299 км. Найбільша ширина — 12 км, середня глибина становить 32 м, максимальна досягає 91 м. Корисний об'єм водосховища — 2.74 км ³, що відповідає коливанням рівня води в межах 1.5 м в ході сезонного регулювання стоку Усть-Ілімської ГЕС.
Середня температура в районі водойми — 3°C, середня температура січня — 23°C, липня — 18°C. Льодостав настає з кінця жовтня до грудня і триває до квітня, товщина льоду може досягати 2 м. Верхня ангарська ділянка водосховища на видаленні до 50 км від греблі Братської ГЕС залишається вільною від льоду цілий рік.

## Економіка
Водоймище активно використовується для водопостачання і судноплавства. Станом на 2009 гідровузли Усть-Ілімської і Братської ГЕС не обладнані судопропускними спорудами і водосховище ізольовано для проходу суден вгору і вниз за течією річки.
Головні види риби — окунь, плотва і щука, зустрічаються таймень і стерлядь. Проводяться роботи з розведення байкальської осетра